# 2 Become 1
2 Become 1 (englisch für „Zwei werden eins“) ist ein Lied der britischen Girlgroup Spice Girls aus dem Jahr 1996, die als Single zum Nummer-eins-Hit und Millionenseller avancierte.

## Entstehung und Veröffentlichung
Das Lied wurde von den Spice-Girls-Mitgliedern Victoria Adams (Victoria Beckham), Melanie Brown, Emma Bunton, Melanie Chisholm und Geri Halliwell sowie den Koautoren Matt Rowe und Richard Stannard getextet beziehungsweise komponiert. Rowe und Stannard übernahmen zudem auch die Produktion des Liedes.
Die Erstveröffentlichung 2 Become 1 erfolgte als Teil des Spice-Girls-Debütalbums Spice  am 4. November 1996 bei Virgin Records (Katalognummer: 7243 8 42174 2 6). Am 16. Dezember 1996 erschien das Lied als dritte Singleauskopplung aus dem Album (Katalognummer: 8939842). Diese erschien als CD-Maxi-Single mit einem Remix, dem Titel One of These Girls sowie einem Remix zu Wannabe als B-Seiten. Eine zweite CD-Single-Version erschien exklusiv in Großbritannien als spezielle Christmas Edition, in der sich CD-Single in einer Papphülle befand und eine von den Spice Girls signierte Postkarte mit einer Weihnachtsgrußbotschaft an die Fans. Außerdem enthielt die CD neben den erwähnten Tracks noch zusätzlich eine Coverversion des Weihnachtsliedes Sleigh Ride von Leroy Anderson.

## Hintergrund
Nachdem die Band zunächst überwiegend Uptempo-Dance-Songs wie Wannabe oder Say You’ll Be There geschrieben hatten, beschlossen die Gruppe und die beiden Produzenten, eine langsame Ballade zu schreiben.
Das Lied wurde von der „besonderen Beziehung“ inspiriert, die sich zwischen Geri Halliwell und Co-Autor Matt Rowe entwickelte. Melanie B deutete diese Entwicklung in ihrer Autobiografie an und kommentierte: „Als [Rowe] und Geri anfingen, sich gegenseitig schöne Augen zu machen, wusste ich, was los war, auch wenn sie es leugneten. Ich kannte sie beide zu gut, als dass es für mich ein Geheimnis gewesen wäre.“ Rowes Songwriter-Kollege Richard Stannard kommentierte die Zuneigung zwischen Halliwell und Rowe wie folgt: „Ich möchte nicht auf die Einzelheiten eingehen. Sie standen sich sehr nahe. Sie verstanden sich gut. Und ich denke, der Text von ‚2 Become 1‘ entstand daraus, insbesondere die erste Strophe, die sie zusammen geschrieben haben.“
Das Lied war von Anfang an als Liebesballade geplant, doch nach Vollendung des ersten Textentwurfs empfanden die Spice Girls den Songtext ein wenig zu kitschig, und so beschlossen sie angesichts der bestehenden Gefahr durch die Krankheit AIDS auch die Bedeutung und Wichtigkeit von Safer Sex miteinfließen zu lassen („Be a little bit wiser, Baby! Put it on, put it on!“).

## Inhalt
2 Become 1 ist eine R&B-beeinflusste Pop-Ballade, die im Viervierteltakt gehalten ist und ein langsames Tempo von 72 Schlägen pro Minute hat. Zum musikalischen Arrangement gehören neben elektronischen Elementen wie Synthesizer und einem Drum Computer auch Streichinstrumente und eine akustische Gitarre, die nach dem zweiten Refrain als Solo-Instrument zu hören ist. Für das Streicherarrangement zeichnete der schottische Filmmusik-Komponist Craig Armstrong verantwortlich, der zuvor bereits für Björk, Madonna, Massive Attack und Tina Turner gearbeitet hatte.
Der Text konzentriert sich darauf, wie die Bindung zwischen zwei Liebenden durch den Akt des Geschlechtsverkehrs so stark werden kann, dass sie praktisch zu einer Einheit werden. Abgesehen von den sexuellen Konnotationen gibt es im Text einen Unterton von Ambitionen, und wie in vielen Liedern der Spice Girls wird Verlangen ausdrücklich mit Ehrgeiz verknüpft („Free your mind of doubt and danger/Be for real, don’t be a stranger/We can achieve it/We can achieve it“).

### Unterschied zwischen Album- und Singleversion
Es wurden zwei verschiedene Versionen des Liedes mit jeweils unterschiedlichem Text aufgenommen: In der Albumversion werden die ersten beiden Strophen von Melanie C und Melanie B gesungen, die nächsten beiden Strophen von Melanie C und Geri Halliwell. Emma Bunton singt die drei jeweiligen Einleitungen zum Refrain. Die erste und dritte Zeile des Refrains werden von Bunton und Halliwell gemeinsam gesungen, die zweite und vierte Refrainzeile von Melanie C und Victoria Beckham. Außerdem ist im Refrain Melanie B im Hintergrund zu hören.
Die zweite Zeile der zweiten Strophe der Albumversion („Any deal that we endeavour/Boys and girls feel good together“) wurde für die Singleversion umgetextet („Once again if we endeavour/Love will bring us back together“). Geri Halliwell singt diese Zeile in der Albumversion, während Victoria Beckham die geänderte Zeile in der Singleversion singt, nachdem Halliwell gestand, dass es ihr schwer fiel, in dieser bestimmten Tonart zu singen. Emma Bunton erklärte später, die Änderung des Textes sei notwendig gewesen, nachdem ihr klar geworden sei, dass die Spice Girls zu Ikonen in der LGBT-Szene geworden waren. Die ursprüngliche Version mit Originaltext ist noch immer auf den ersten Albumpressungen des Albums Spice zu hören, auf der Neuauflage des Albums, das 2021 zum 25-jährigen Jubiläum veröffentlicht wurde, ist jedoch die Singleversion des Liedes enthalten. Die Singleversion wurde auch für das Musikvideo und für die Kompilation Greatest Hits verwendet. Auch bei Live-Auftritten haben die Spice Girls stets die Singleversion aufgeführt.

### Spanische Version
Die Spice Girls nahmen zusätzlich eine spanischsprachige Version des Liedes auf. Veröffentlicht wurde diese Version lediglich unter dem Titel 2 Become 1 (Spanish version), obwohl der Titel in einer Zeile des Liedes mit „Seremos Uno Los Dos“ frei übersetzt wird. 2 Become 1 (Spanish version) wurde als elfter Titel ihres Debütalbums Spice in Lateinamerika und Südafrika veröffentlicht, später auch in einer speziellen Neuauflage des Albums in Spanien sowie als Bonustrack der nordamerikanischen Singleversion von 2 Become 1.
Auf ihrer Spiceworld Tour im Jahr 1998 sangen die Spice Girls bei ihren Konzerten in Spanien eine zweisprachige Version des Liedes.
2 Become 1 (Spanish version) ist bis heute das einzige nicht-englischsprachige Lied der Spice Girls.

## Musikvideo
Das Musikvideo zu 2 Become 1 wurde im November 1996 von Andrew Delaney und Monty Whitebloom (Big TV!) gedreht, die zunächst nach Vorbild des experimentellen Dokumentarfilms Koyaanisqatsi (1982) vor Ort in New York City fünf Nächte lang Zeitrafferaufnahmen von fahrenden Autos, Menschengetümmel und den erleuchteten Straßen rund um den Times Square machten. Nach Abschluss dieser Dreharbeiten wurde der anschließende Videodreh mit den Spice Girls in einem Filmstudio in der Old Compton Street in London fortgesetzt. Beim Dreh schlenderten die Sängerinnen in Wintermänteln vor einem Greenscreen durch das Studio, dazwischen wurden Nahaufnahmen der Kamera gemacht, damit später die Filmaufnahmen von New York eingefügt werden konnten. Im optischen Kontrast zu den hektischen Zeitrafferaufnahmen wurden die Bandmitglieder im normalen Tempo, bzw. hauptsächlich im Zeitlupentempo gefilmt, um beispielsweise den Effekt ihrer langsam im Wind wehenden Haare zu erzielen. Hierfür mussten die Spice Girls das Lied beim Dreh im doppelten Tempo lippensynchron mitsingen, während Windmaschinen auf sie einbliesen.

## Kommerzieller Erfolg und Rezeption

### Preise
Bei den ASCAP London Music Awards 1998 wurde das Lied zum „Song des Jahres“ gekürt.

### Chartplatzierungen
2 Become 1 stand drei Wochen lang an der Spitze der britischen Singlecharts und war damit der dritte Nummer-eins-Hit in Folge der Gruppe und ihre erste Nummer-eins-Weihnachtssingle im Vereinigten Königreich. Im September 1997 erreichte das Lied in den Vereinigten Staaten Platz vier der Billboard Hot 100.
| ChartsChartplatzierungen       | Höchstplatzierung | Wochen |
| ------------------------------ | ----------------- | ------ |
| Deutschland (GfK)              | 13 (17 Wo.)       | 17     |
| Österreich (Ö3)                | 9 (13 Wo.)        | 13     |
| Schweiz (IFPI)                 | 10 (24 Wo.)       | 24     |
| Vereinigte Staaten (Billboard) | 4 (24 Wo.)        | 24     |
| Vereinigtes Königreich (OCC)   | 1 (23 Wo.)        | 23     |

| ChartsJahrescharts (1996)    | Platzierung |
| ---------------------------- | ----------- |
| Vereinigtes Königreich (OCC) | 5           |

| ChartsJahrescharts (1997)      | Platzierung |
| ------------------------------ | ----------- |
| Deutschland (GfK)              | 72          |
| Vereinigte Staaten (Billboard) | 35          |

### Auszeichnungen für Musikverkäufe
| Land/Region                  | Auszeichnungen für Musikverkäufe (Land/Region, Auszeichnung, Verkäufe) | Verkäufe  |
| ---------------------------- | ---------------------------------------------------------------------- | --------- |
| Australien (ARIA)            | Platin                                                                 | 70.000    |
| Belgien (BRMA)               | Gold                                                                   | 25.000    |
| Frankreich (SNEP)            | Gold                                                                   | 250.000   |
| Neuseeland (RMNZ)            | Gold                                                                   | 5.000     |
| Norwegen (IFPI)              | Gold                                                                   | 10.000    |
| Vereinigte Staaten (RIAA)    | Gold                                                                   | 700.000   |
| Vereinigtes Königreich (BPI) | 2× Platin                                                              | 1.140.000 |
| Insgesamt                    | 5× Gold · 3× Platin ·                                                  | 2.200.000 |

Hauptartikel: Spice Girls/Auszeichnungen für Musikverkäufe

## Coverversionen
- 1997: Wildside
- 1998: The Countdown Singers
- 1999: Lester Bowie’s Brass Fantasy
- 2000: Paul Gilbert
- 2006: DSDS-Allstars (im Medley mit Back for Good)
- 2007: Sitti
- 2019: Emma Bunton & Robbie Williams
- 2024: Emma Bunton with the Budapest Scoring Orchestra